# Комментарии Лайонса к 6-й версии UNIX, с исходным кодом
Комментарии Лайонса к 6-й версии UNIX, с исходным кодом (англ. Commentary on UNIX 6th Edition, with Source Code) — книга Джона Лайонса (1976), посвящённая объяснению функционирования операционной системы Unix. Книга содержит текст исходного кода ядра 6-й версии AT&T Unix и комментарии к исходным текстам. Широко известна как книга Лайонса, на русском языке (по аналогии с книгами «звериной» серии издательства O’Reilly) также известна как львиная книга.